# Susan Buck-Morss
Susan Buck-Morss (* 1942) ist Seniorprofessorin für politische Philosophie und Politikwissenschaft am Graduate Center der City University of New York.

## Leben
Buck-Morss schloss ihren Bachelor mit Auszeichnung am Vassar College ab. Ihren Master machte sie im Fach Geschichte an der Yale University und studierte zudem Philosophie, Soziologie und Psychologie am Frankfurter Institut für Sozialforschung. Ihre Doktorarbeit zur Entstehung der Kritischen Theorie mit dem Titel „Theodor W. Adorno and the Genesis of Critical Theory“  bestand Buck-Morss 1975 mit Auszeichnung an der Georgetown University.
Derzeit ist sie Professorin für Politikwissenschaften am Graduate Center der City University of New York und emeritierte Professorin am Department of Government der Cornell University, wo sie von 1978 bis 2012 tätig war.
Ihre 2009 zum ersten Mal als Aufsatz veröffentlichte Arbeit „Hegel, Haiti, and Universal History“ wurde in mehrere Sprachen übersetzt, darunter ins Deutsche, Französische, Spanische und Polnische. 2011 wurde sie für diese Arbeit von der Carribean Philosophical Association mit dem Frantz Fanon Preis ausgezeichnet.

## Veröffentlichungen (Auswahl)
- mit Kevin McCaughey, Adam Michaels: Seeing↔Making Room for Thought, Inventory Press, 2023, ISBN 978-1-941753-53-8.
- Hegel, Haiti, and Universal History, University of Pittsburgh Press, 2009, ISBN 978-0-82295-978-6.
  - Hegel und Haiti. Für eine neue Universalgeschichte, Suhrkamp Verlag, 2011, ISBN 978-3-51812-623-3.
- Thinking Past Terror, Verso Books, 2003, ISBN 978-1-85984-585-1.
- Dreamworld and Catastrophe, MIT Press, 2000, ISBN 978-0-26252-331-8.
- The Dialectics of Seeing. Walter Benjamin and the Arcades Project , MIT Press, 1991, ISBN 978-0-26202-268-2.
  - Dialektik des Sehens. Walter Benjamin und das Passagen-Werk, Suhrkamp Verlag, 1993[11]
- The Origin of Negative Dialectics, The Free Press, 1977, ISBN 978-0-02905-150-4.